# Lough Derravaragh

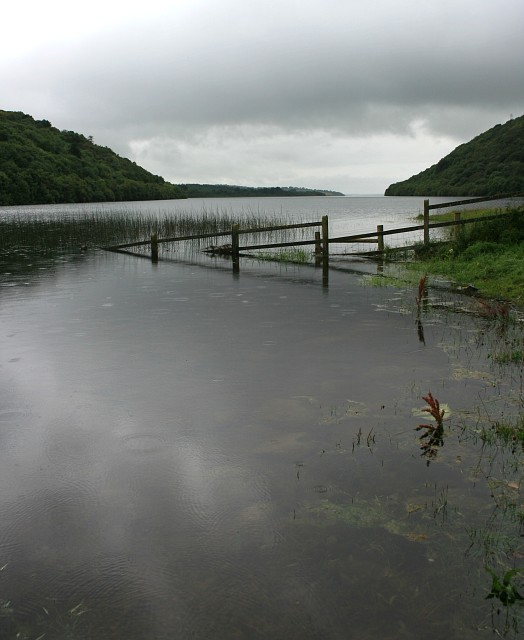
Jezero Lough Derravaragh.

Lough Derravaragh (irsky Loch Dairbhreach) je jezero v hrabství Westmeath ve středním Irsku, severně od města Mullingar. Protéká jím řeka Inny na cestě od jezera Sheelin do řeky Shannon.
Jezero je 10 km dlouhé a 4 km široké. S hloubkou 22 m zabírá plochu 9,14 km². Je oblíbeným místem vodních sportů.

## Historie
Na jižním konci jezera u Ranaghanských vrchů leží kruhová opevnění zvaná ringforts. Rovněž viking Turgesius, známý dobytím Dublinu, zde založil pevnost. 
Na svazích vrchu Saint Evon na jihozápad od jezera jsou trosky starobylé kaple Saint Cauragh, kam za středověku tisíce lidí přicházely ke kapli v první neděli období sklizně. 
V roce 1970 byl z jezera vyzdvižen monoxyl z doby kamenné.
Lough Derravavagh je spjato s legendou o dětech krále Líra (Children of Lír), které jejich žárlivá macecha proměnila v labutě. Na jezeře měly strávit 300 let, dokud neodpluly do moře.

## Příroda
Jezero je součástí chráněné oblasti Lough Derravaragh Natural Heritage Area, v níž roste řada vzácných rostlinných druhů.